# Pasát

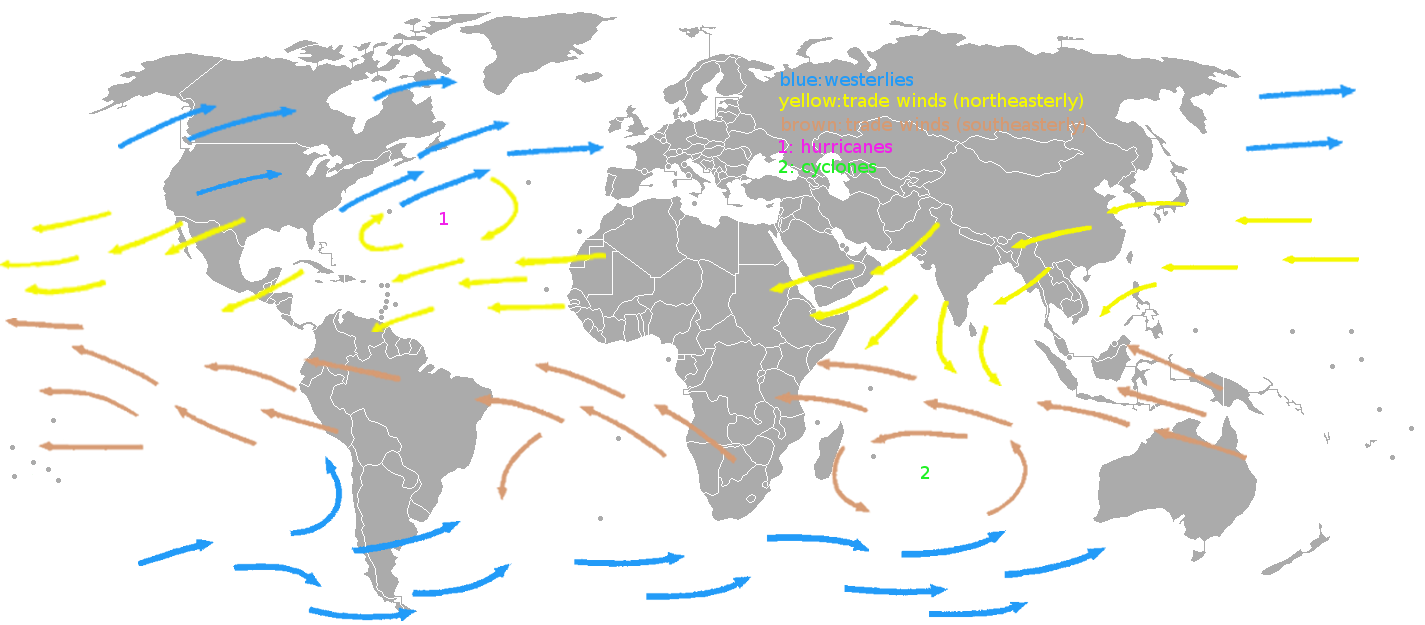
Pasáty

Pasát je typ větru vznikající ve skupinách v oblasti kolem zemského rovníku. Pasáty jsou větry převládající v tropických oblastech. Vanou z oblastí vysokého tlaku subtropické šířky (koňské šířky) do oblasti nízkého tlaku nad rovníkem. Pasáty převážně vanou ze severovýchodu na severní polokouli a z jihovýchodu na jižní polokouli.
Z oblasti mezi 40° severní a 40° jižní šířky proudí přízemní vzduch směrem k rovníku, zatímco vzduch ve výši proudí směrem k pólům. Klidná oblast nízkého tlaku, s lehkými proměnlivými větry, poblíž rovníku, je námořníkům známa jako Doldrums neboli rovníkové tišiny. Kolem 30° severní a 30° jižní šířky vzduch proudící směrem k pólům začne sestupovat k povrchu v subtropických pásmech (tzv. koňské šířky) vysokého tlaku. Klesající vzduch je relativně suchý, jelikož většinu vlhkosti ztratil poblíž rovníku nad tropickými deštnými pralesy, což vysvětluje výskyt pouští v těchto oblastech, jako je Sahara v severní Africe, pouště na jihozápadě Spojených států a severozápadního Mexika a suchý Střední východ na severní polokouli a oblasti jižní Afriky a australských pouští na jihu. Poblíž středu této oblasti vysokého tlaku sestupujícího vzduchu jsou větry slabé a proměnlivé.